# Coleocentrus harringtoni
Coleocentrus harringtoni är en stekelart som beskrevs av Joseph Augustine Cushman 1920. Coleocentrus harringtoni ingår i släktet Coleocentrus och familjen brokparasitsteklar. Inga underarter finns listade i Catalogue of Life.